# ジェイン・マクゴニガル
ジェイン・マクゴニガル（英: Jane McGonigal、1977年10月21日 - ）は、ペンシルベニア州フィラデルフィア生まれのゲームデザイナー、代替現実ゲーム（ARG）研究者である。2011年時点では、カリフォルニア州にあるシンクタンク未来研究所（Institute for the Future、IFTF）のディレクターを務める。

## 来歴
カリフォルニア大学バークレー校でパフォーマンス・スタディーズの博士号を取得した。TEDやゲーム開発者会議の基調講演で、ARGや大規模ゲームの活用による個人の幸福の実現や世界的難題の解決を説いた。 
2006年にMITテクノロジーレビューによる「世界を変える35人のイノベーター」に、2009年にビジネスウィーク誌による「注目すべきトップ10・イノベーター」に選出された。
酷い脳震盪から、病気と戦うゲームで回復した自身の体験から『スーパーベターになろう!』を書いた。

## 著作
- 『Reality Is Broken: Why Games Make Us Better and How They Can Change the World』2011 ISBN 978-1594202858
- 『SuperBetter: The Power of Living Gamefully』2016 ISBN 978-0143109778
- 『幸せな未来は「ゲーム」が創る』2011年 ISBN 978-4152092298
- 『スーパーベターになろう!』2015年 ISBN 978-4152095756